# New Moon, café de nuit joyeux
New Moon, café de nuit joyeux est un livre paru aux éditions du Seuil le 7 septembre 2017. L'auteur, David Dufresne, y évoque notamment des souvenirs personnels. En 1986, il a 18 ans quand il arrive à Paris. Le New Moon est alors un minuscule cabaret mais aussi « le plus grand des petits clubs de rock ». Trente ans plus tard l'auteur raconte les changements et métamorphoses du lieu en y incorporant des récits de vie.
La presse salue le livre comme « un récit enquête ultra gonzo » ou « une sorte de Vie mode d’emploi à Pigalle, version Destroy. Comme George Perec, Dufresne explore chapitre après chapitre les différentes pièces de son bâtiment et leur passé, ».
New Moon, café de nuit joyeux est finaliste du Prix de Flore en France.
En 2019, David Dufresne réalise le film Le Pigalle, une histoire populaire de Paris tiré du livre New Moon, café de nuit joyeux.